# Stamboom Engelbrecht van Nassau (1451-1504)
| Stamboom Engelbrecht van Nassau (1451-1504)                                 | Stamboom Engelbrecht van Nassau (1451-1504)                                              | Stamboom Engelbrecht van Nassau (1451-1504)                                              | Stamboom Engelbrecht van Nassau (1451-1504)                                            | Stamboom Engelbrecht van Nassau (1451-1504)                                            | Stamboom Engelbrecht van Nassau (1451-1504) |   |
| --------------------------------------------------------------------------- | ---------------------------------------------------------------------------------------- | ---------------------------------------------------------------------------------------- | -------------------------------------------------------------------------------------- | -------------------------------------------------------------------------------------- | ------------------------------------------- | - |
| Overgrootouders                                                             | Johan I van Nassau-Siegen (1339-1416) x Margaretha van der Mark (-1409)                  | Jan III van Polanen (1340-1394) x Odilia van Salm-Ravenstein (1370–1428)                 | Godfried II van Loon-Heinsberg (1325-1395) x Filippa van Gullik (1330-1390)            | Otto I van Solms-Braunfels (-) x Agnes von Falkenstein-Münzenberg (-)                  |                                             |   |
| Grootouders                                                                 | Engelbrecht I van Nassau-Siegen (±1370/1380-1442) x 1403 Johanna van Polanen (1392-1445) | Engelbrecht I van Nassau-Siegen (±1370/1380-1442) x 1403 Johanna van Polanen (1392-1445) | Johan I van Loon-Heinsberg (1360-1438 x Anna van Solms-Braunfels (1390-1433)           | Johan I van Loon-Heinsberg (1360-1438 x Anna van Solms-Braunfels (1390-1433)           |                                             |   |
| Ouders                                                                      | Johan IV van Nassau-Dillenburg (1410-1475) x 1440 Maria van Loon-Heinsberg (1424-1502)   | Johan IV van Nassau-Dillenburg (1410-1475) x 1440 Maria van Loon-Heinsberg (1424-1502)   | Johan IV van Nassau-Dillenburg (1410-1475) x 1440 Maria van Loon-Heinsberg (1424-1502) | Johan IV van Nassau-Dillenburg (1410-1475) x 1440 Maria van Loon-Heinsberg (1424-1502) |                                             |   |
| Engelbrecht II van Nassau (1451-1504) x 1468 Cimburga van Baden (1450-1501) |                                                                                          |                                                                                          |                                                                                        |                                                                                        |                                             |   |
| Kinderen                                                                    | -                                                                                        | -                                                                                        | -                                                                                      | -                                                                                      | -                                           | - |